# Чеддер
Че́ддер (англ. cheddar) — английский сыр жирностью от 35 до 45%. Назван по месту первоначального производства — деревне Чеддер, в графстве Сомерсет в Англии. Сыры этого сорта теперь производятся за пределами региона и в нескольких странах мира. Тесто этого сыра — пластичное, цвета слоновой кости или желтоватое. Иногда в процессе производства его подкрашивают натуральным красителем аннато. Чеддер обладает ореховым и слегка острым и кисловатым привкусом (оптимальный pH при приготовлении 5,6).

## Популярность
Чеддер — самый популярный вид сыра в Великобритании, на его долю приходится 51 % годового рынка сыра в стране, который составляет 1,9 миллиарда фунтов стерлингов. Это второй по популярности сыр в США (после моцареллы), со средним годовым потреблением 4,5 кг (10 фунтов) на душу населения. В 2014 году США произвели приблизительно 3 млрд фунтов (до 1,4 млн тонн), а в Великобритании — до 262 тыс. тонн в 2008 году.

## Название
Термин «сыр чеддер» (cheddar cheese) широко используется, но не имеет защищенного обозначения в Европейском Союзе. Тем не менее, в 2007 году было создано Защищенное обозначение «Фермерский Чеддер западных деревень» (West Country Farmhouse Cheddar), произведённый из местного молока в Сомерсете, Дорсете, Девоне и Корнуолле и изготовленный традиционными методами. За пределами Европы вкус и качество сыров, обозначаемых как чеддер, могут сильно различаться, при этом некоторые плавленые сыры упаковываются как «чеддер», хотя и имеют небольшое сходство. Кроме того, некоторые сыры, которые больше похожи по вкусу и внешнему виду на Красный Лестер (Red Leicester) иногда продаются как «красный чеддер».

## История
Сыр происходит из деревни Чеддер в Сомерсете, на юго-западе Англии. В ущелье Чеддер на окраине деревни есть несколько пещер, которые обеспечивали идеальную влажность и постоянную температуру, подходящую для созревания сыра. Чеддер традиционно должен был производиться в пределах 30 миль (48 км) от Уэлского собора .
Чеддер производят как минимум с XII века. В английских пергаментах короля Генриха II за 1170 год зафиксировано приобретение 10 240 фунтов (4640 кг) чеддера по фартингу за фунт. Карл I (1600—1649) также покупал в деревне сыр. Возможно рецепт сыра был привезён римлянами в Британию из региона Канталь во Франции. 
В XIX веке молочник из Сомерсета Джозеф Хардинг сыграл центральную роль в модернизации и стандартизации сыра чеддер. За свои технические новшества, пропаганду гигиены молочных продуктов и добровольное распространение современных технологий сыроделия, его окрестили «отцом сыра чеддер». Хардинг представил новое оборудование для процесса производства сыра, в том числе свой вращающийся измельчитель для резки калье, что позволило сильно сократить ручной труд. «Метод Джозефа Хардинга» был первой современной системой производства чеддера, основанной на научных принципах. Хардинг заявил, что «чеддер не делают в поле, в погребе и даже не в коровах, а его делают на молочном заводе». Джозеф Хардинг и его жена занимались внедрением производства чеддера в Шотландии и в Северной Америке, а их сыновья Генри и Уильям отвечали за внедрение производства чеддера в Австралии и за содействие созданию сыроваренной промышленности в Новой Зеландии соответственно. 
Во время Второй мировой войны и почти десять лет спустя большая часть молока в Великобритании использовалась для производства одного сорта сыра, получившего прозвище «правительственный чеддер», как часть военной экономики и нормирования. Это почти привело к уничтожению всего остального производства сыра в стране. Перед Первой мировой войной в Великобритании было более 3500 производителей сыра, а после Второй мировой войны осталось менее 100.
По данным исследований Министерства сельского хозяйства США, сыр чеддер - самый популярный в мире сорт сыра и наиболее изученный вид сыра в научных публикациях.

## Производство
Во время производства чеддера калье и сыворотка разделяются с помощью сычужного фермента, который вырабатывается в желудках новорождённых телят (в вегетарианских или кошерных сырах используется фермент, полученный из бактерий, дрожжей или плесени)
«Чеддерирование» относится к дополнительному этапу производства чеддера, когда после нагревания калье замешивают с солью, нарезают кубиками, чтобы слить сыворотку, а затем складывают и переворачивают. Крепкий, экстра-зрелый чеддер, иногда называемый винтажным, необходимо выдерживать в течение 15 или более месяцев. Сыр хранится при постоянной температуре, что часто требует специальных условий. Как и в случае с другими твёрдыми сортами сыра, производимыми во всем мире, пещеры представляют собой идеальные условия для созревания сыра. Тем не менее, сегодня чеддер созревает в пещерах в Вуки-Хоул и Чеддерском ущелье. Кроме того, некоторые разновидности чеддера коптятся.

## Мировое производство

### Австралия
В 2013 году на чеддер приходилось более 55 % австралийского сырного рынка, со средним годовым потреблением около 7,5 кг на человека . В Австралии чеддер встречается настолько часто, что это название используется редко. Вместо этого чеддер различается только за счет силы, например, «мягкий», «вкусный» или «острый».

### Канада
После вспышки пшеничной мошки в Канаде в середине XIX века, фермеры в Онтарио начали массово переходить на молочное животноводство, и сыр чеддер стал их основным экспортным продуктом, который даже экспортировался в Англию. К началу XX века в Онтарио насчитывалось 1242 фабрики по производству чеддера, и чеддер стал вторым по величине экспортным товаром Канады после древесины. Экспорт чеддера составил 106 тыс. тонн в 1904 году, но к 2012 году Канада уже была импортёром сыра. Большая часть канадского чеддера производится в провинции Квебек (40,8 %) и Онтарио (36 %) . Годовое производство составляет 120 тыс. тонн. Канадский чеддер выдерживается минимум три месяца, но большая его часть выдерживается намного дольше, до 10 лет.
Канадский сырный суп Чеддер - популярное блюдо в павильоне Канады в Эпкоте, во Всемирном центре отдыха Уолта Диснея.
Процент молочного жира должен быть обозначен словами «молочный жир» или сокращениями B.F. или M.F.

### Новая Зеландия
Большая часть чеддера, производимого в Новой Зеландии, изготавливается на заводах, хотя есть и сыры, изготавливаемые вручную мастерами-сыроделами. Заводской чеддер обычно продается относительно молодым в Новой Зеландии, но молочная компания Anchor отправляет новозеландские чеддеры в Великобританию, где сыры созревают еще около года. 

### Великобритания
В настоящее время в деревне Чеддер находится только один производитель сыра, компания Cheddar Gorge Cheese Co.. Название «чеддер» не охраняется Европейским союзом, хотя название «West Country Farmhouse Cheddar» имеет охраняемое ЕС обозначение происхождения и сыры под этим названием могут производиться только в Сомерсете, Девоне, Дорсете и Корнуолле с использованием молока, полученного из этих графств. Чеддер продаётся под обозначениями «мягкий», «средний», «зрелый», «очень зрелый» или «винтажный». Чеддер, произведённый на Оркнейских островах, зарегистрирован как географическое указание, охраняемое ЕС, под названием «Чеддер на шотландских Оркнейских островах». Эта защита подчёркивает использование традиционных методов, передаваемых из поколения в поколение с 1946 года, и уникальность оркнейского чеддера по сравнению с другими чеддерами. 

### США
Больше всего сыра чеддер в Соединенных Штатах производится в штате Висконсин. Чеддер также производится в Калифорнии, Айдахо, Нью-Йорке, Вермонте, Орегоне, Техасе и Оклахоме. Он продается в нескольких вариантах: мягкий, средний, острый, очень острый, нью-йоркский, белый и вермонтский. Чеддер в нью-йоркском стиле особенно "острый" / кислый, но, как правило, он несколько мягче, чем сорта с более мягким вкусом. Чеддер, который не содержит аннато, часто называют «белым чеддером» или «чеддером Вермонта» (независимо от того, был ли он там на самом деле произведён). Чеддер - один из нескольких продуктов, используемых Министерством сельского хозяйства США для отслеживания состояния молочной промышленности Америки в целом. Отчёты выпускаются еженедельно с подробным описанием цен и объёмов производства. 

## Рекорды
Президент США Эндрю Джексон однажды устроил в Белом доме вечеринку открытых дверей, на которой он подал блок сыра чеддер весом 640 кг. Говорили, что в Белом доме пахло сыром несколько недель.
Сыр весом 3200 кг был произведен в Ингерсолле, Онтарио, в 1866 году и выставлен в Нью-Йорке и Великобритании. Он был описан в стихотворении «Ода о мамонтовом сыре весом более 7000 фунтов» [43] канадского поэта Джеймса Макинтайра.
В 1893 году фермеры из города Перт, Онтарио, произвели для Всемирной выставки в Чикаго «Мамонтовый сыр» весом 4500 кг. Его планировали выставить на канадской экспозиции, но гигантский сыр провалился через пол и был помещён на усиленный железобетонный пол в павильоне сельского хозяйства. На выставке он получил наибольшее внимание журналистов и был награждён бронзовой медалью. Более крупный сыр из Висконсина весом 15 690 кг был изготовлен для Всемирной выставки в Нью-Йорке 1964 года. Для сыра такого размера потребовалось молоко от дневного надоя 16 000 коров.
Члены федерации американских сыроделов из Орегона создали в 1989 году самый крупный сыр чеддер. Сыр весил 25 790 кг.